# Alfred Gendraud
Alfred Gendraud, né le 22 juin 1854 à Clermont-Ferrand et mort le 23 septembre 1921 dans la même ville, est un photographe français.

## Biographie

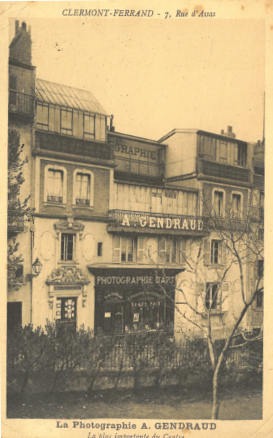
Son atelier de photographie d'art, 7 rue d'Assas, Clermont-Ferrand

Alfred Gendraud  entre en 1868 à l'École des beaux-arts de Clermont-Ferrand puis s'inscrit à l'École des beaux-arts de Lyon. Parallèlement à ses études, il est dessinateur chez Antoine Lumière. Il travaille à Bordeaux comme retoucheur puis ouvre en 1878 un studio à Clermont-Ferrand (4 rue du Terrail puis rue de Barbançon, puis en 1884 5 rue d'Assas, puis en 1886 au 7 rue d'Assas avec une succursale à Rochefort-Montagne).
Il produit des photographies selon différents procédés : argentiques et pigmentaires. Actif dans le milieu savant de la photographie, il propose des innovations tel que la « gendrographie », procédé de tirage au charbon pour lequel il dépose un brevet en 1901. La même année, il dépose également un brevet pour un « Nouvel appareil photographique pouvant faire douze clichés dans une minute », dénommé le « Miroir ».
Les portraits de Gendraud mettent en valeur les costumes locaux et les coiffes, et présentent un aspect pittoresque. Il est également l'auteur d'une série de photographies de scènes en extérieur, situées dans le Puy-de-Dôme.
Il est membre de la Société française de photographie de 1882 à 1885.
À sa mort en 1921, son fils Henri Gendraud né le 31 juillet 1889 lui succède jusqu'au début des années 1960.

## Collections publiques conservant des œuvres de Gendraud
- Clermont-Ferrand, Bibliothèque du Patrimoine de Clermont Auvergne Métropole
- Marseille, Musée des Civilisations de l'Europe et de la Méditerranée[3]

## Expositions
- 1880 : Clermont-Ferrand (argent)
- 1886-1889 : Paris, Académie des Beaux-Arts  (médaille or de 1re classe)
- 1891 : Bruxelles, exposition de photographie (médaille d'or)
- 1892 : Paris, exposition de photographies (médaille or)
- 1893 : Paris, exposition du progrès (1re médaille or),
- 1894 : Anvers, Exposition universelle (1re médaille d'or) ; Lyon : Exposition universelle (grand prix)
- 1895 : Bordeaux, exposition universelle (diplôme d'honneur)
- 1900 : Paris
- 1904 : Saint-Louis (Exposition universelle)